# 平庭峠
平庭峠（ひらにわとうげ）は、岩手県岩手郡葛巻町と久慈市の境にある国道281号および岩手県道29号野田山形線の峠。

## 概要
峠の途中で県道29号が接続。前後は急勾配・急カーブが連続している。
周辺には平庭高原が広がっており、久慈平庭県立自然公園に指定されている。平庭高原には平庭高原スキー場やレストハウスがある。